# David Todd Wilkinson
David Todd Wilkinson (ur. 13 maja 1935 w Hillsdale w stanie Michigan, zm. 5 września 2002 w Princeton) – światowej sławy pionier w dziedzinie kosmologii. Specjalizował się w badaniu mikrofalowego promieniowania tła (CMB), pozostałego po Wielkim Wybuchu.

## Życiorys
Doktorat z fizyki zrobił w 1962 pod opieką Richarda Crane’a.
Od 1965 do przejścia na emeryturę w 2002 był profesorem fizyki na Uniwersytecie Princeton. Wniósł fundamentalny wkład w wiele ważnych eksperymentów dotyczących CMB, włącznie z dwoma satelitami NASA: Cosmic Background Explorer (COBE) i Wilkinson Microwave Anisotropy Probe (WMAP), który został nazwany na jego cześć po jego śmierci.
W 1983 został członkiem National Academy of Sciences, a w 1984 – American Academy of Arts and Sciences. Był laureatem licznych nagród łącznie z Medalem Jamesa Craiga Watsona (2001).
Zmarł po 17-letniej walce z rakiem.